# Cimetière de Mykoulyntsi
Le cimetière de Mykoulyntsi (ukrainien : Микулинецький цвинтар) est un lieu d'inhumation situé à Ternopil, en Ukraine. Se trouvant en surplomb de la ville, son nom vient de la rue de Mykoulyntsi menant elle-même à la localité qui lui donne son nom.

## Histoire
Le cimetière est créé en 1840. 

## Personnalités inhumées
- Omelyan Polevyi, Yevhen Mychkovskyi, militaires,
- Kateryna Roubtchak, cantatrice.

## Galerie d'images
De nombreuses tombes et monuments sont classés au registre national.

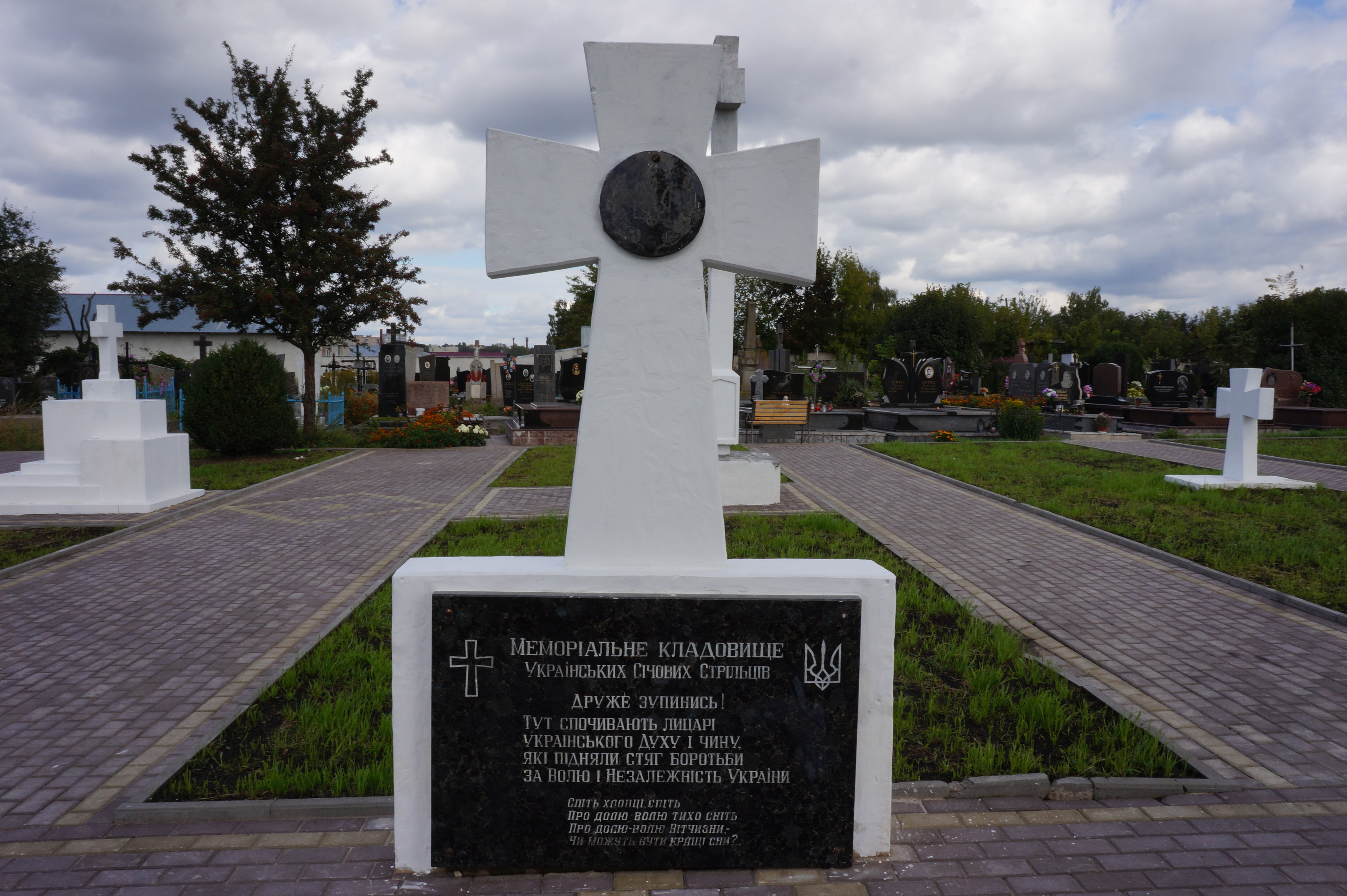
Carré des combattants du sitch classé[1],
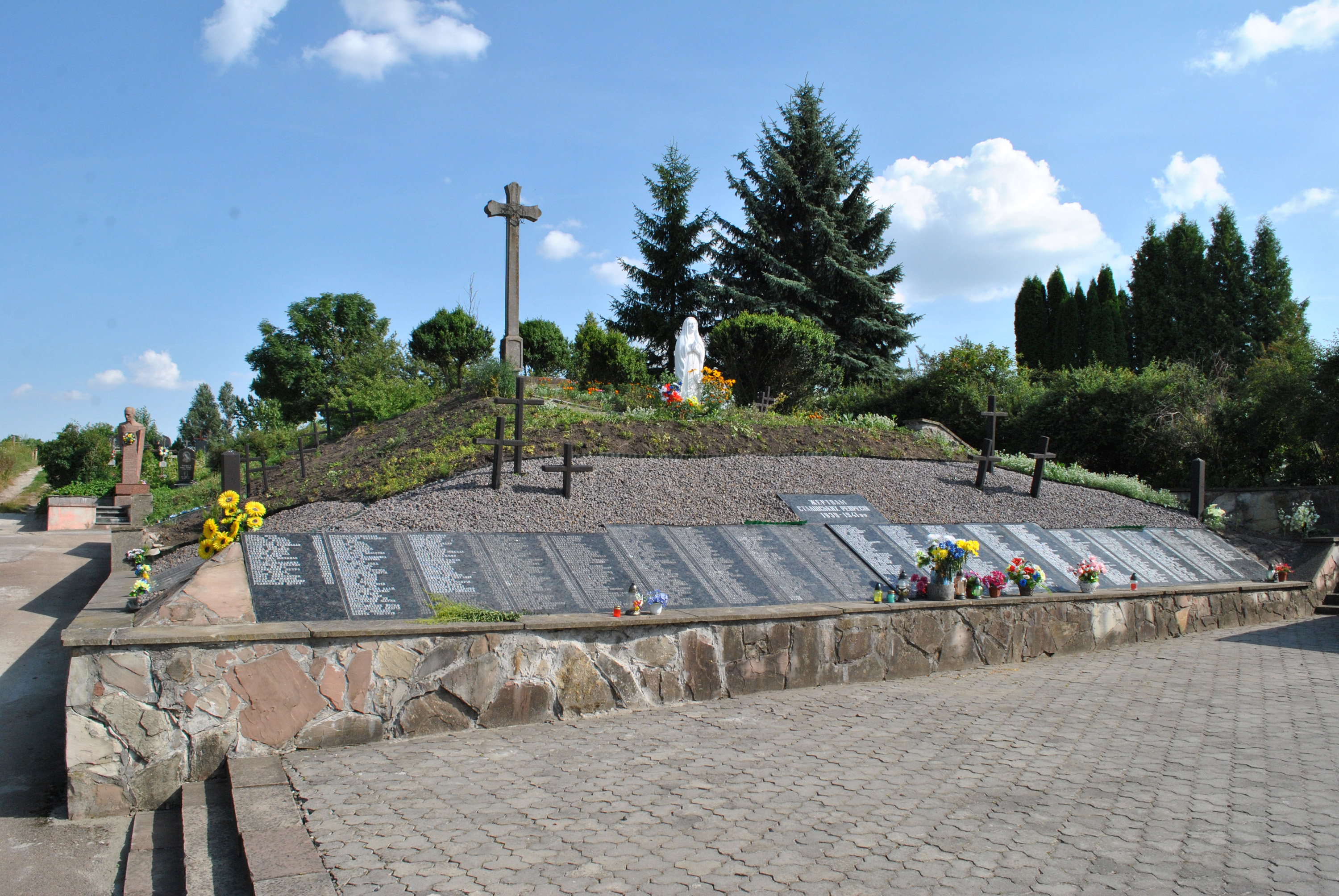
aux victimes du totalitarisme classé[2],
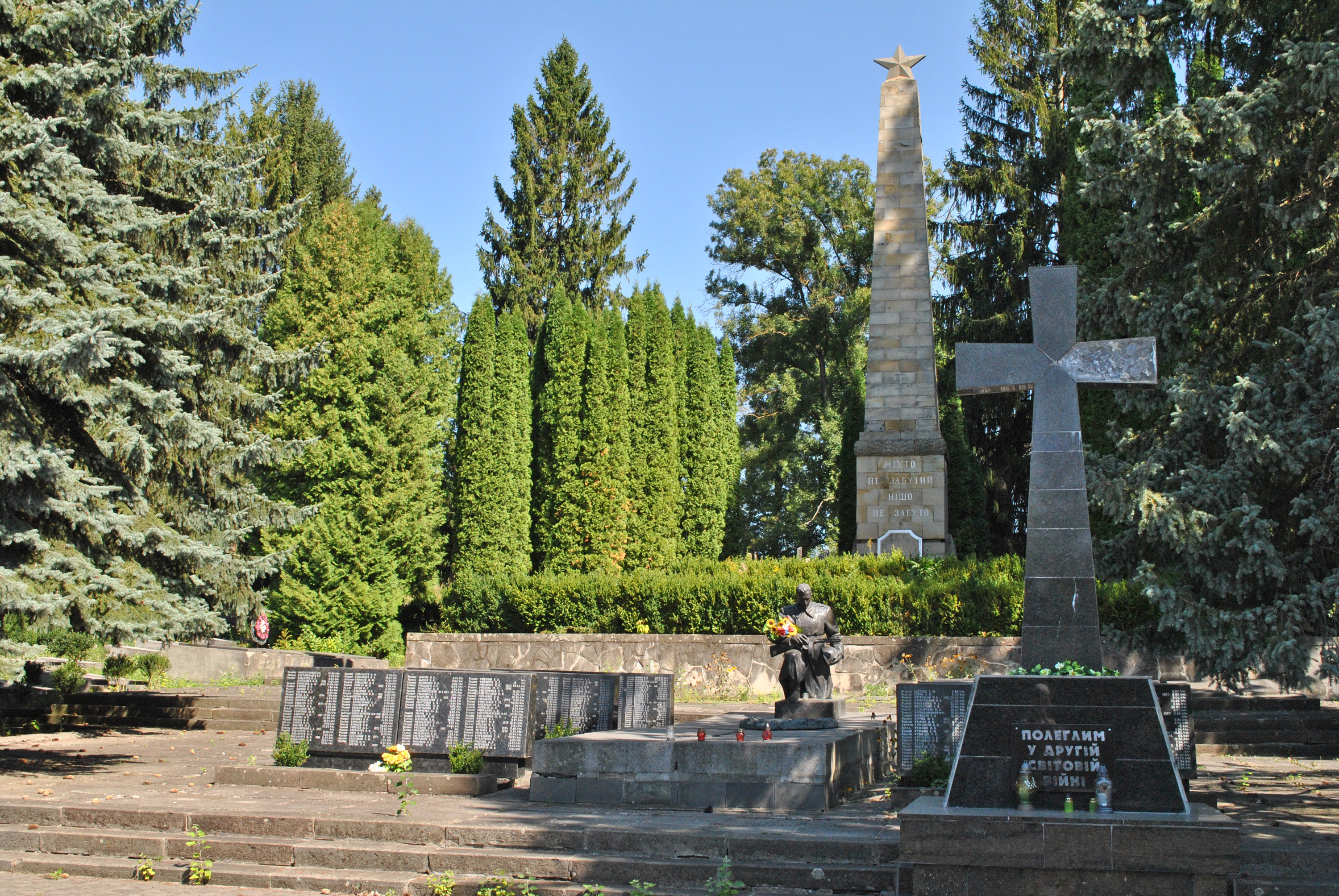
aux soldats soviétiques classé[3].
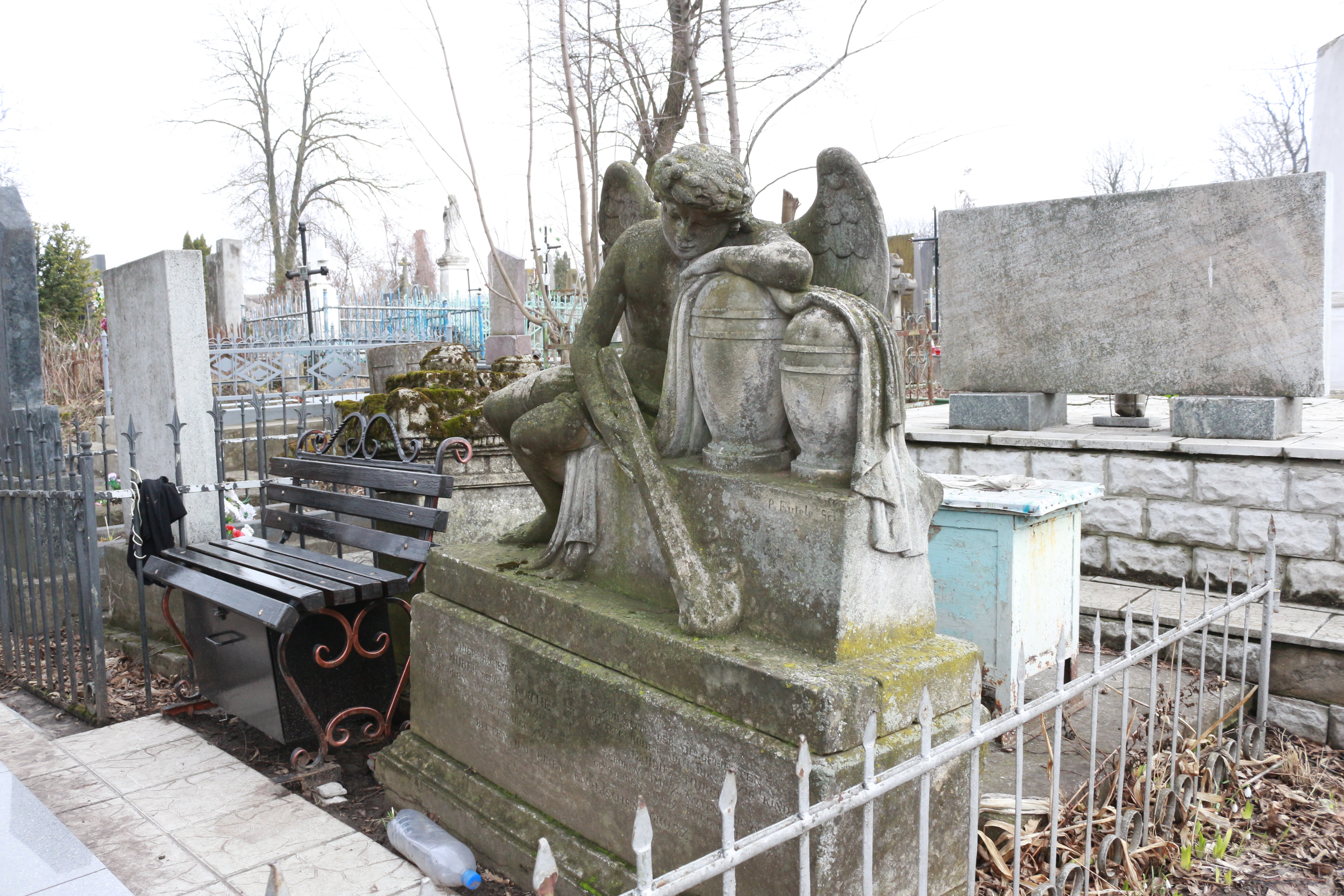
Monument sur la tombe de Anna et Emilia Huber classé[4].
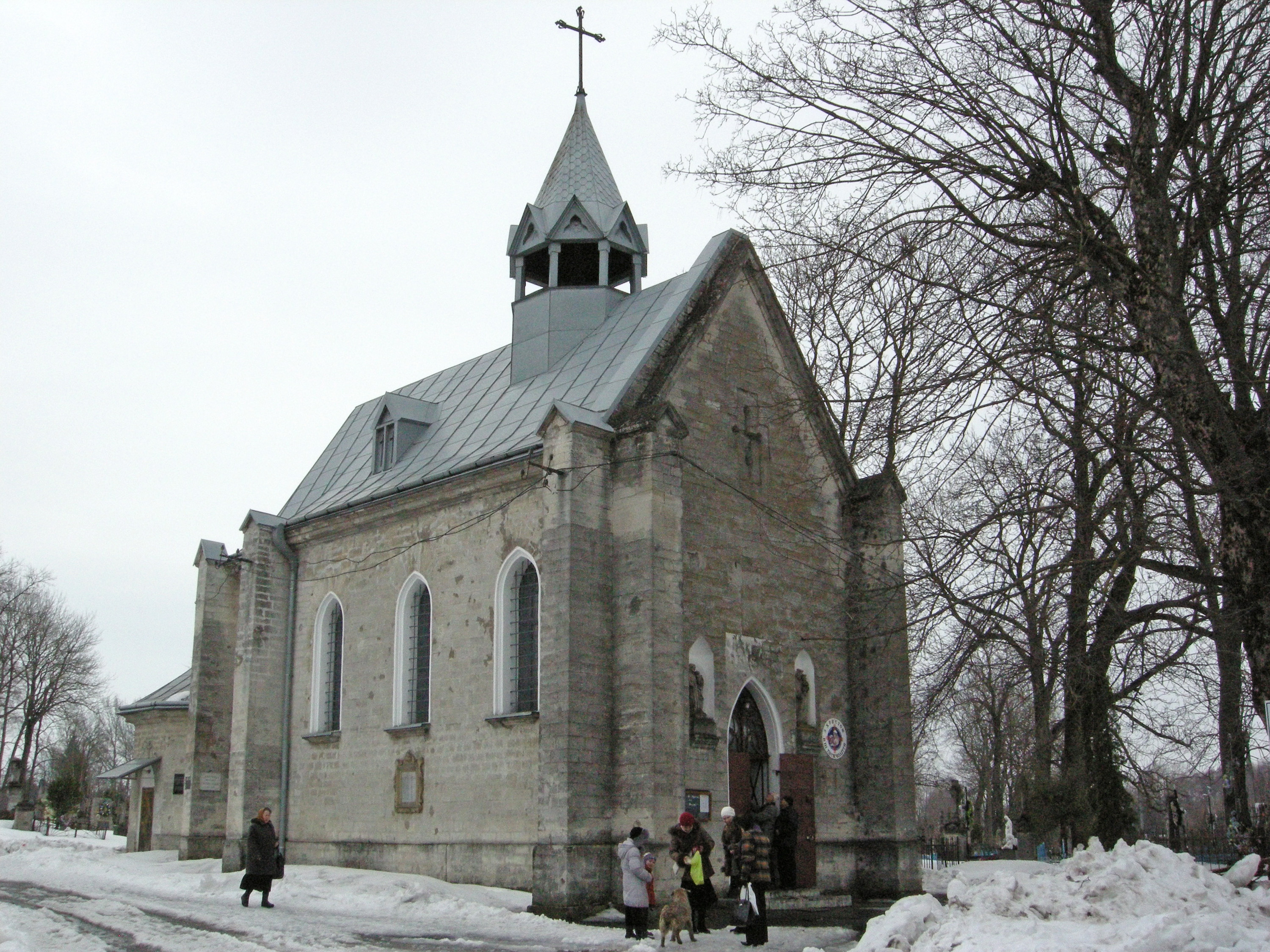
La chapelle classée[5].